# Kojomkoul
Kojomkoul, de son nom complet Kojomkoul Kaba uulu (en kirghize : Кожомкул Каба уулу, parfois transcrit en Kozhomkul) est un héros kirghize né en 1888 et mort en 1955 dans la vallée de Suusamyr, célèbre pour ses proportions de colosse et sa force herculéenne.

## Biographie
Kojomkoul nait en 1888 dans un village — aujourd'hui nommé Kojomkul — proche de Suusamyr dans le nord-ouest du district de Jumgal au Kirghizistan.
Il atteint une taille de 2,30m et un poids de 165 kilogrammes, il chaussait du 52 et avait un empan de 26 centimètres. Adepte des compétitions de lutte, il remporta notamment un prix de 50 moutons dans un combat à Toktogul, dont la légende rapporte qu'il les aurait distribués aux habitants de son village. Dans les années 1920, nul au Kirghizistan ne rivalisait avec lui, et seul le lutteur kazakh Cholok Balaban osa l'affronter (et fut défait après 23 minutes de combat).
Son exploit le plus célèbre est d'avoir porté sur ses épaules un cheval sur une distance de cent mètres. Dans son village, il aurait déposé sur la tombe de sa mère une pierre de 160 kilogrammes, qu'il aurait transporté sur son dos depuis la rivière située à plusieurs kilomètres de là. Plus loin, la tombe en forme de yourte d'un dignitaire local est flanquée d'un rocher d'un poids estimé à 700 kilogrammes, dont on prétend qu'il aurait également été apporté par Kojomkoul.
Pendant la période soviétique, il fut vingt ans durant le président de la ferme collective de la vallée de Suusamyr.
Les circonstances de sa mort en 1955 restent imprécises. Une version rapporte qu'il tombe malade après avoir avalé un insecte ; il repose dans un mausolée blanc au centre de son village.

## Hommages
En son honneur son village natal a adopté son nom. Un musée lui y est dédié, qui regroupe notamment des photographies, des vêtements lui ayant appartenu et des pierres massives qu'il aurait transportées lui-même.
Il est aussi l'éponyme du Palais des sports de Bichkek, devant lequel une statue le représente, portant sur ses épaules le cheval.